# Volney B. Palmer
La Volney B. Palmer è stata la prima agenzia pubblicitaria moderna della storia. Nasce nel 1842 a Philadelphia, negli Stati Uniti d'America, e prende il nome dal proprio fondatore, Volney B. Palmer (1799-1864).
Similmente alla agenzie del proprio tempo, la Volney B. Palmer si occupava della vendita di spazi pubblicitari sui mezzi di comunicazione di massa. E già a questo livello rappresentava una delle più importanti dal momento che aveva l'esclusiva per 1.200 pubblicazioni delle circa 2.000 che, negli Stati Uniti all'epoca, offrivano pagine alla pubblicità.
Peculiarità della Volney B. Palmer, tuttavia, era rappresentata dal fatto di fornire un servizio di creazione e di scrittura di annunci pubblicitari ad hoc per coloro che volevano reclamizzare i propri prodotti o i propri servizi ("copywriting"). Questa idea rappresenterà l'elemento chiave che caratterizzerà, da allora in poi e fino ai giorni nostri, il lavoro di tutte le agenzie pubblicitarie del mondo.
Nel periodo che va dall'anno di fondazione fino al 1846 la Volney B. Palmer aprirà succursali nelle città di New York, Boston e Baltimora. Nella seconda metà dell'Ottocento, dopo la morte del proprio fondatore, prenderà il nome di Coe, Wetherill & Co. e nel 1877 confluirà nella N. W. Ayer & Son.